# أيوليدا جميلة
أيوليدا جميلة (الاسم العلمي: Aeolidia bella) هي نوع غير مؤكد من الحيوانات تتبع جنس الأيوليدا من الفصيلة الأيوليدية.